# Christoph Münch
Christoph Münch (geboren 1963 in Frankfurt am Main) ist ein deutscher Autor und Journalist.

## Leben
Münch wuchs im hessischen Lorsch auf. Er besuchte das Alte Kurfürstliche Gymnasium Bensheim und absolvierte ein Studium der Kirchenmusik am Institut für Kirchenmusik Mainz, das er mit der C-Prüfung als Organist und Chorleiter abschloss. Anschließend studierte er an der Ruprecht-Karls-Universität Heidelberg Musikwissenschaft (u. a. bei Ludwig Finscher), Germanistik und Geschichte. Während seines Studiums wurde er am Institut zur Förderung publizistischen Nachwuchses in München journalistisch ausgebildet. Er studierte zudem zwei Semester am Päpstlichen Institut für Kirchenmusik sowie an der Vatikanischen Bibliothek in Rom. Sein Studium schloss er mit der Magisterarbeit zur Lorscher Musikgeschichte Musikzeugnisse der Reichsabtei Lorsch. Eine Untersuchung der Lorscher musikalischen Handschriften in der Bibliotheca Palatina in der Vatikanischen Bibliothek ab.
Münch war für den Süddeutschen Rundfunk tätig, wo er unter anderem die Radio-Serien Musik und Kultur im Mittelalter (1994) und Das Ende des Doppeladlers. Die Kultur der Donaumonarchie vor dem Ersten Weltkrieg (1995) veröffentlichte. Seit 1994 arbeitet er hauptberuflich für die städtische Tourismusorganisation in Dresden. Als Journalist schrieb er für Tageszeitungen und Fachzeitschriften zu kulturellen und musikalischen Themen, unter anderem für L’Opera, Außerdem publizierte als Autor er Beiträge Beiträge für den Baedeker Dresden und verfasste mehrere Reiseführer.
Mit seinem Ende 2020 erschienenen Buch Dresden – 500 Orte der Musik hat Münch die erste umfangreiche musikalische Topographie der Stadt Dresden gegliedert nach Stadtbezirken, zuzüglich Pirna-Graupa, Radebeul, Moritzburg und Coswig verfasst und veröffentlicht.

## Publikationen (Auswahl)
- Musikzeugnisse der Reichsabtei Lorsch. Eine Untersuchung der Lorscher musikalischen Handschriften in der Bibliotheca Palatina in der Vatikanischen Bibliothek. Verlag Laurissa, Lorsch 1993, ISBN 978-3-922781-20-2, doi:10.11588/diglit.30691. (Magisterarbeit)
- mit Uwe Schieferdecker: Dresden – Ein Stadtbild im Wandel. Wartberg Verlag, Gudensberg-Gleichen 1995. ISBN 3-8613-4245-6
- Polyglott On tour Sachsen. Polyglott, ein Imprint von Gräfe und Unzer Verlag GmbH, München, 2015. ISBN 978-3-8464-2646-3
- Polyglott zu Fuß entdecken: Dresden, Leipzig, Meißen. Polyglott, ein Imprint von Gräfe und Unzer Verlag GmbH, 2016. ISBN 978-3-8464-6217-1
- Polyglott On tour Dresden. Polyglott, ein Imprint von Gräfe und Unzer Verlag GmbH, 2019. ISBN 978-3-8464-0450-8
- Dresden – 500 Orte der Musik. Books on Demand, Norderstedt 2020. ISBN 978-3-7526-7025-7
- Franz Curti: Die erste Biographie, veröffentlicht durch die Musikgesellschaft Zürich, 1909 von Hans Jelmoli (als Herausgeber und Autor des Nachworts), Books on Demand, Norderstedt 2022. ISBN 978-3-7568-3491-4